# Jerez (Guatemala)
Jerez è un comune del Guatemala facente parte del dipartimento di Jutiapa.